# Stella Mwangi
Pour les articles homonymes, voir Mwangi.
Stella Mwangi née le 1er septembre 1986 à Nairobi, est une chanteuse-compositrice et rappeuse kenyano-norvégienne.

## Biographie
Dès son enfance, Stella compose et écrit ses premières chansons. En 1991, elle quitte le Kenya pour s'installer en Norvège.
Depuis l'âge de 11 ans, Stella est présente sur la scène hip-hop norvégienne. Elle fait partie d'un groupe de musique africaine The rise qui sort un album en 1998. Elle travaille ensuite avec de nombreux artistes afro-européens et en 2005 chante pour Nelson Mandela à l'occasion d'une campagne de prévention contre le Sida.
Plus tard, elle fait partie d'un groupe sénégalais produit en Norvège Wagable. Leur album et plusieurs single remportent un succès au Sénégal et en Gambie.
Elle lance sa carrière solo en 2006 en sortant son premier single Take it back (Reprends-le) qui devient un succès en Afrique et en Scandinavie. Son deuxième single connaît le même succès. Son troisième single devient un tube sur les chaînes de MTV en Afrique.

## Eurovision
En 2011, elle est sélectionnée pour présenter son pays au Concours Eurovision de la Chanson à Düsseldorf, en Allemagne, avec le titre Haba Haba, partie comme l'une des grandes favorites, elle crée la surprise le 10 mai lors de la première demi-finale du concours en ne se qualifiant pas pour la grande finale du 14 mai. 
En 2011, Mwangi a participé à la sélection nationale norvégienne Melodi Grand Prix 2011 pour représenter la Norvège à l'Eurovision Song Contest 2011, qui a eu lieu à Düsseldorf, en Allemagne. Le 12 février 2011, Mwangi est sortie victorieuse. Stella a terminé première du classement officiel des singles en Norvège durant six semaines a avec sa chanson Haba Haba. 
Stella tente de représenter la Norvège à l'Eurovision Song Contest 2018 avec Alexandra Rotan avec la chanson "You Got Me".

## Discographie
Titre Album
| 2007 | "Take It Back"                                       | — | — | Living for Music  |
| 2008 | "The Dreamer"                                        | — | — | Living for Music  |
| 2008 | "Makelele Remix"                                     | — | — | Living for Music  |
| 2010 | "Smile"                                              | — | — | Living for Music  |
| 2011 | "Haba Haba"                                          | 1 | — | Kinanda           |
| 2011 | "Lookie Lookie"                                      | — | — | Kinanda           |
| 2011 | "Take My Time"                                       | — | — | Kinanda           |
| 2011 | "Hula Hoop"                                          | — | — | Kinanda           |
| 2012 | "Bad As I Wanna Be"                                  | — | — | Non-album singles |
| 2013 | "Shut it Down"                                       | — | — | Non-album singles |
| 2014 | "Stella Stella Stella"                               | — | — | Non-album singles |
| 2014 | "Koolio"                                             | — | — | Non-album singles |
| 2014 | "Biashara" (featuring Kristoff and Khaligraph Jones) | — | — | Non-album singles |
| 2015 | "Chukua Hatua"                                       | — | — | Non-album singles |
| 2016 | "Identify Yourself"                                  | — | — | Non-album singles |
| 2016 | "Big Girl"                                           | — | — | Non-album singles |
| 2017 | "Work"                                               | — | — | Non-album singles |
| 2018 | "No Games"                                           | — | — |                   |

## Liens
- (en) Site officiel
- Ressources relatives à la musique :   - Discogs
  - MusicBrainz
  - Muziekweb
  - Rate Your Music
  - Songkick
- Ressources relatives à l'audiovisuel :   - Africultures
  - IMDb
- Notice dans un dictionnaire ou une encyclopédie généraliste :   - Store norske leksikon
- Notices d'autorité :   - VIAF
  - ISNI
  - LCCN
  - GND
  - Norvège
  - WorldCat